# Flórina
Flórina o Florina (en griego Φλώρινα)  es una ciudad de Grecia, capital de la unidad periférica de Flórina en Macedonia Occidental.
En el año 2007 obtuvo la distinción EDEN que otorga la Comisión Europea a uno de los «Mejores destinos rurales emergentes europeos de excelencia».

## Municipio
El municipio de Florina se creó con la reforma de la administración local de 2011, uniendo los cuatro antiguos municipios de Florina, Kato Kleines, Meliti y Perasma.
La primera mención de la ciudad es en 1334, cuando el rey serbio Esteban Uroš IV Dušan nombra a Sphrantzes Palaeologus comandante de la fortaleza de Chlerenon.

## Galería

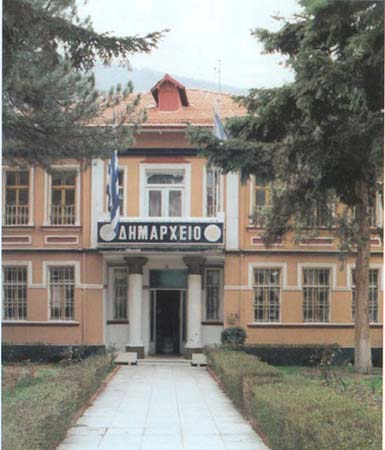
Ayuntamiento
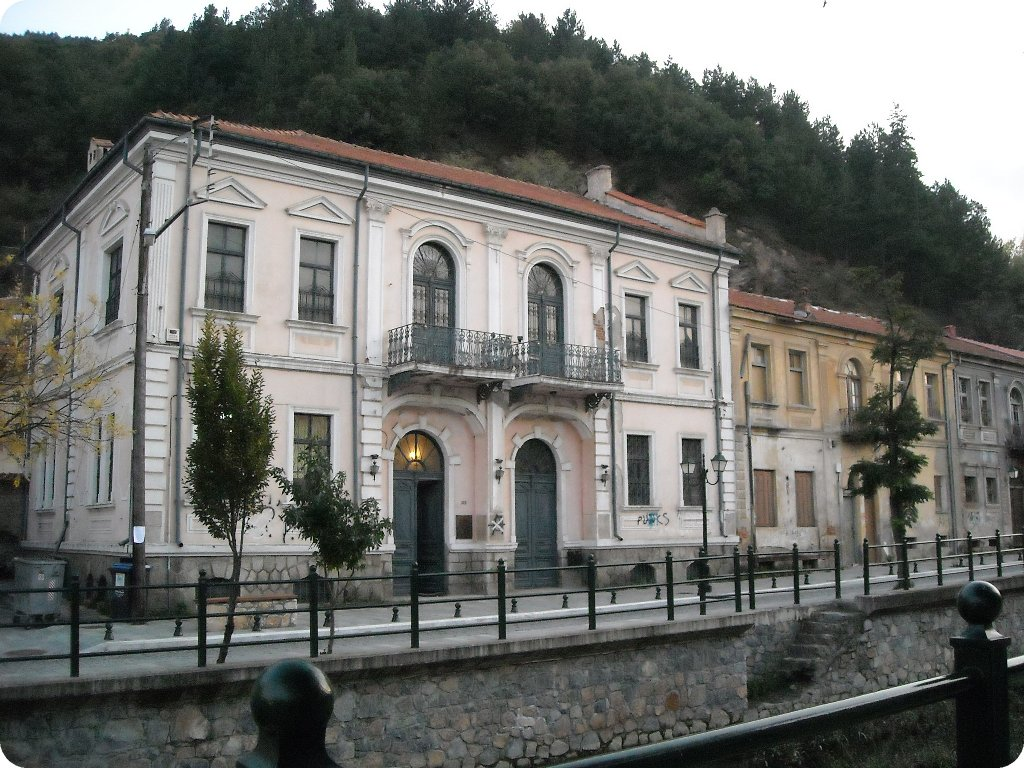
Viviendas neoclásicas a orillas del río Sakoulevas
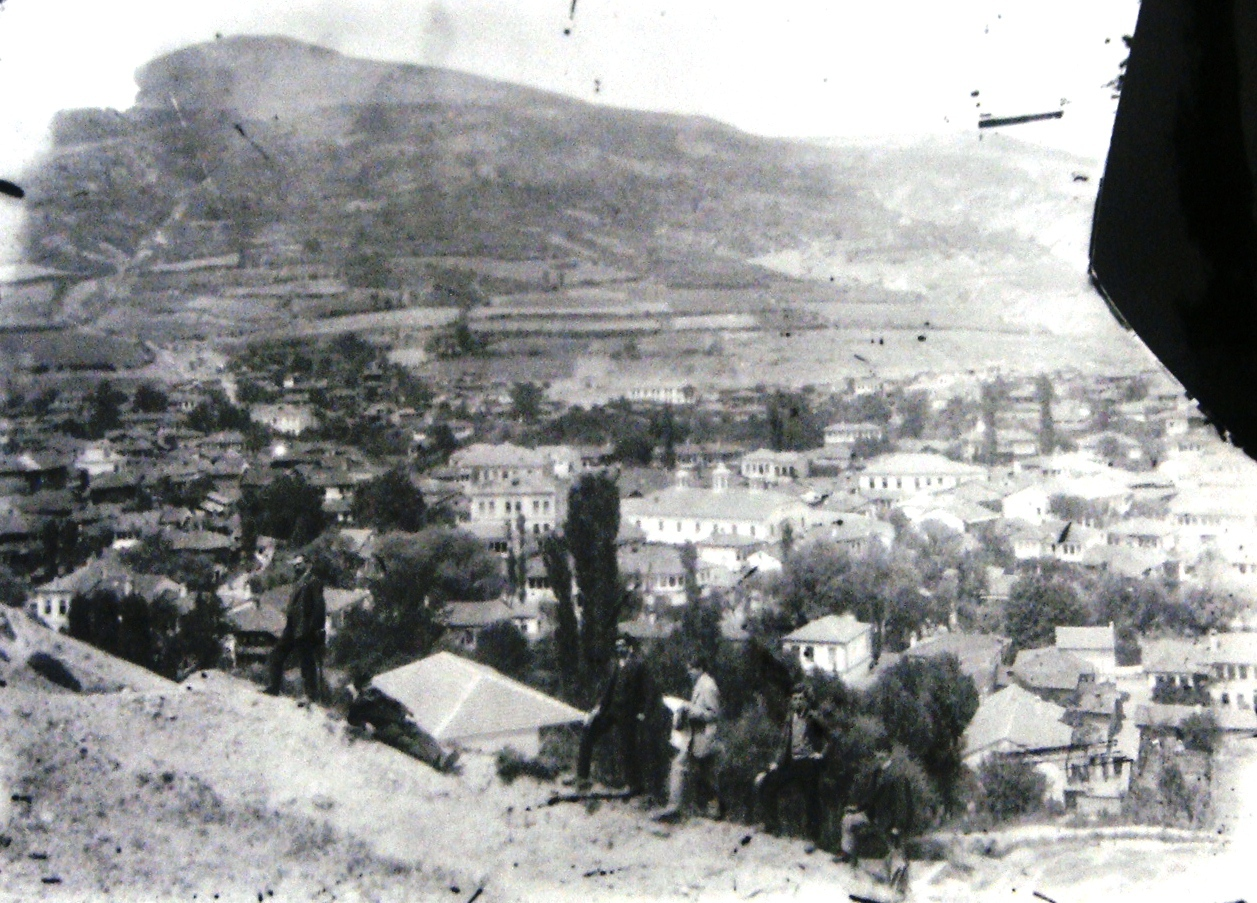
Vista de Flórina en 1912